# Марта Роуре-і-Безолі
Марта Роуре-і-Безолі (нар. 16 січня 1981) — андоррська співачка та актриса. Вона представляла Андорру на пісенному конкурсі Євробачення 2004 з піснею «Jugarem a estimar-nos», заслуживши вісімнадцяте місце у півфіналі. Це був перший випадок, коли пісня каталонською мовою була виконана на Пісенному конкурсі Євробачення, а також Андорра дебютувала на конкурсі.

## Раннє та особисте життя
Вона народилася 16 січня 1981 року в Андорра-ла-Велья, Андорра, у музичній родині. Її прадід, Жоан Руре і Ріу, був трубачом, її дід Жоан Руре і Жане сардана був композитором, її тітка Меріткселл Руре і Моріст була вчителем фортепіано, а її батько Хорді Руре і Торра був директором оркестру, трубачем і вчителем гри на трубі. У Марти є сестра Анна, яка викладає фортепіано. Вона народилася в Андоррі, але провела свою молодість у Франції.
Марта — мама хлопчика 2002 року народження, якого звуть Юлен.

## Музична кар'єра
Марта Руре відвідувала 4-й курс сольфа і 3-й курс фортепіано в Консерваторії Андорри. Вона відвідувала перший курс гри на гітарі та пісні в музичній школі в Ллеіді та вивчала музичний театр у школі Youkali у Барселоні з Марком Монсерратом, «el Sueco» та Сусанною Егеа як викладачі інтерпретації, Емма Ревертер як викладачка Танцювальний джаз, Роза Матеу в техніці розмовного голосу, Енрік Торнер як викладач клаки, Хосеп Марія Боррас викладач сольфа та репертуару, а Фулхенсі Местрес і Карме Санчес викладачі пісні. Вона також відвідувала інтенсивний курс «commedia dell'arte» з Естер Корт у «Col·legi de Teatre» у Барселоні.
Раніше вона працювала техніком охорони здоров'я в Андорра-ла-Велья, але протягом 19 років вона може пов'язати з танцями, спортивною та художньою гімнастикою та "esbart dansaire". Вона була в Барселоні під театральним замовленням Хоана Олле, інтерпретуючи твір хору «theatre Romput». Вона невелико співпрацювала в друкованих виданнях і на Ràdio Principat і Ràdio Estel. Зараз вона живе в Андоррі, вивчає юридичні науки, озвучує «De Bar en Bar», а також бере участь у концертах інших формацій.
У 2004 році Рур була обрана представляти Андорру на пісенному конкурсі Євробачення 2004 з піснею «Jugarem a estimar-nos» після програми на Andorra Televisió . Це був перший раз, коли Андорра змагалася на Пісенному конкурсі Євробачення, і вперше на конкурсі була виконана пісня каталонською мовою. Зрештою, Руре заробив дванадцять балів і посів вісімнадцяте місце у півфіналі та не пройшов до фіналу. Невдовзі, 8 листопада 2004 року, вона випустила свій дебютний альбом Nua (каталонська: Гола ).

## Дискографія

### Студійні альбоми
- 2004 — Nua

### Одинокі
- 2004 — «Jugarem a estimar-nos»

## Дивіться також
- Андорра на пісенному конкурсі Євробачення
- Андорра на пісенному конкурсі Євробачення 2004
- Пісенний конкурс Євробачення 2004

## Зовнішні посилання
- Марта Рур на сайті IMDb (англ.)